# Ponte di Fondo
Il Ponte di Fondo è un ponte in pietra situato lungo il fiume Chiusella a Fondo presso Traversella, in Piemonte.

## Storia
Il ponte venne costruito nel 1727 sulle rovine di un più antico ponte, andato distrutto durante una piena che aveva trascinato via anche la chiesa della borgata.

## Descrizione
Il ponte è realizzato in pietra e presenta un'unica grande arcata.